# 홀리 니어

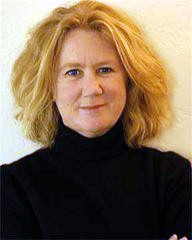
2006년 홀리 니어

홀리 니어(Holly Near, 1949년 6월 6일 ~ )는 미국의 배우, 가수, 싱어송라이터, 음악가, 작곡가, 작사가, 영화 프로듀서, 작곡가, 연극 배우, 텔레비전 배우, 영화배우이다.
유카이아에서 태어났다.

## 영화
- 샌프란시스코에서 하룻밤 (1991년)
- FTA (1972년)
- 죽음의 순례자 (1972년)
- 별난 인연 (1971년)
- 러브 컴플렉스 (1970년)